# Formula–1 dél-afrikai nagydíj

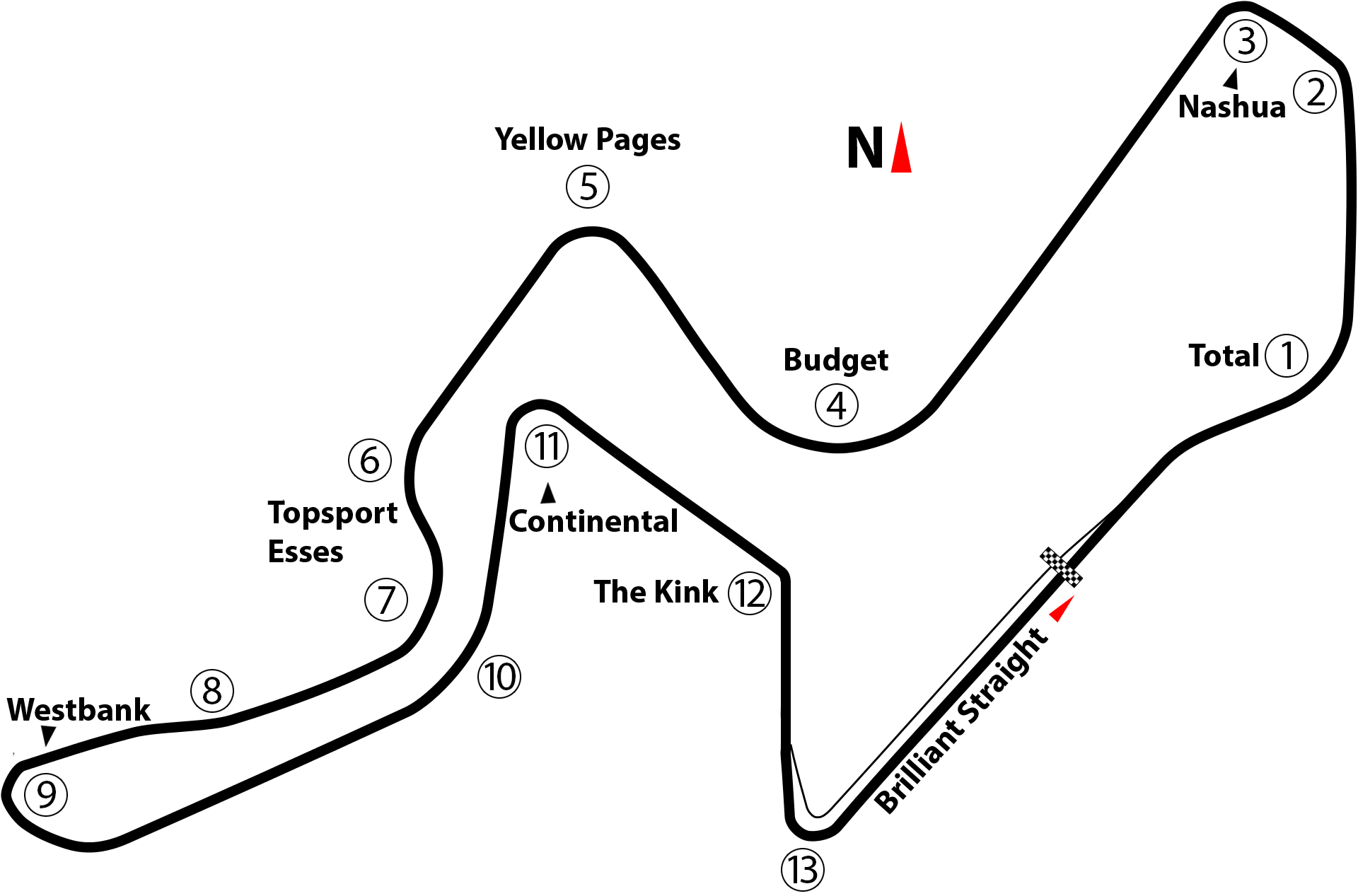
Kyalami Circuit

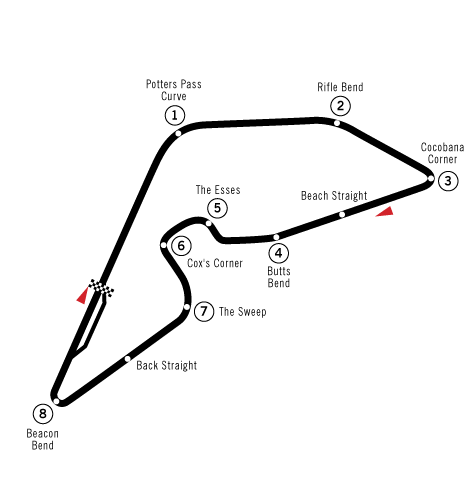
Prince George Circuit (East London)

A dél-afrikai nagydíj 1962 és 1993 között 23-szor került megrendezésre. A legtöbbször a brit Jim Clark és az osztrák Niki Lauda szerezte meg a győzelmet, mindketten háromszor. A nagydíjat három alkalommal (1964, 1966, 1981) egy évre illetve 1986 és 1991 között hét évre hagyták ki a versenynaptárból.
| Év         | Versenyző         | Konstruktőr      | Pálya                 | Riport        |
| ---------- | ----------------- | ---------------- | --------------------- | ------------- |
| 1993       | Alain Prost       | Williams-Renault | Kyalami Circuit       | Riport        |
| 1992       | Nigel Mansell     | Williams-Renault | Kyalami Circuit       | Riport        |
| 1986 -1991 | Nem rendeztek     | Nem rendeztek    | Nem rendeztek         | Nem rendeztek |
| 1985       | Nigel Mansell     | Williams-Honda   | Kyalami Circuit       | Riport        |
| 1984       | Niki Lauda        | McLaren-TAG      | Kyalami Circuit       | Riport        |
| 1983       | Riccardo Patrese  | Brabham-BMW      | Kyalami Circuit       | Riport        |
| 1982       | Alain Prost       | Renault          | Kyalami Circuit       | Riport        |
| 1981       | Nem rendeztek     | Nem rendeztek    | Nem rendeztek         | Nem rendeztek |
| 1980       | René Arnoux       | Renault          | Kyalami Circuit       | Riport        |
| 1979       | Gilles Villeneuve | Ferrari          | Kyalami Circuit       | Riport        |
| 1978       | Ronnie Peterson   | Lotus-Ford       | Kyalami Circuit       | Riport        |
| 1977       | Niki Lauda        | Ferrari          | Kyalami Circuit       | Riport        |
| 1976       | Niki Lauda        | Ferrari          | Kyalami Circuit       | Riport        |
| 1975       | Jody Scheckter    | Tyrrell-Ford     | Kyalami Circuit       | Riport        |
| 1974       | Carlos Reutemann  | Brabham-Ford     | Kyalami Circuit       | Riport        |
| 1973       | Jackie Stewart    | Tyrrell-Ford     | Kyalami Circuit       | Riport        |
| 1972       | Denny Hulme       | McLaren-Ford     | Kyalami Circuit       | Riport        |
| 1971       | Mario Andretti    | Ferrari          | Kyalami Circuit       | Riport        |
| 1970       | Jack Brabham      | Brabham-Ford     | Kyalami Circuit       | Riport        |
| 1969       | Jackie Stewart    | Matra-Ford       | Kyalami Circuit       | Riport        |
| 1968       | Jim Clark         | Lotus-Ford       | Kyalami Circuit       | Riport        |
| 1967       | Pedro Rodríguez   | Cooper-Maserati  | Kyalami Circuit       | Riport        |
| 1966       | Nem rendeztek     | Nem rendeztek    | Nem rendeztek         | Nem rendeztek |
| 1965       | Jim Clark         | Lotus-Climax     | Prince George Circuit | Riport        |
| 1964       | Nem rendeztek     | Nem rendeztek    | Nem rendeztek         | Nem rendeztek |
| 1963       | Jim Clark         | Lotus-Climax     | Prince George Circuit | Riport        |
| 1962       | Graham Hill       | BRM              | Prince George Circuit | Riport        |